# Alfred Brehm

Alfred Edmund Brehm (Unterrentendorf, 1829. február 2. – Unterrentendorf, 1884. november 11.) német természettudós és író. Zoológiai szakmunkákban nevének rövidítése: „A. E. Brehm”.

## Élete
Édesapja Christian Ludwig Brehm (1787–1864) pap és egyben a német madártan tudományának egyik megalapítója volt. A fiatal Alfred Brehmet elemei iskolai tanulmányain túl édesapja is tanította, ő keltette fel fia érdeklődését az állatok irányába. A fiú az elemi iskola befejezése után építésznek készült, azonban hamarosan meggondolta magát. Még mielőtt egyetemre ment volna, beutazta Egyiptomot, Nubiát és keleti Szudánt, útja után gazdag gyűjteménnyel tért haza, melyben egy részét Bécsben eladta. Ezután 1853 és 1856 között Jénában és Bécsben természettudományokat tanult. 1856-ban Spanyolországot, 1860-ban Norvégiát és Lappföldet, 1862-ben pedig Ernő szász-koburg-gothai herceg kíséretében Abesszíniát utazta be.
1858-ban barátságot kötött Rossmässlerrel, akivel közösen jelentették meg Az erdő állatai című művet. 1861-ben feleségül vette a grezi Mathilde Reizet, aki későbbi utazásira elkíréste férjét. Brehm 1863-ban a hamburgi állatkert igazgatója lett és rövid idő alatt sikerült neki az állatkertet és a vele kapcsolatos akváriumot magas színvonalra emelni. 1867-ben Berlinbe költözött, ahol a berlini akváriumot alapította. 1877-ben dr. Finsch és Waldbug gróf társaságában Szibéria nyugati és Turkesztán északnyugati részét utazta be, egy évvel később Rudolf magyar trónörököst kísérte el a középső Duna vidékére, 1879-ben pedig Spanyolországba.
1878-ban született legkisebb fia, és ekkor hunyt el a felesége. 1883-ban Észak-Amerikába ment egy előadókörútra, a szigorú szerződés miatt nehéz szívvel hagyta otthon öt gyermekét, akik éppen diftériások voltak. Egyiküknek Amerikában érkezése után vette halálhírért. Utazásai során a Mississippi völgyében elkapta a malária, s betegen tért haza. Néhány hetet Friedrichsstanneckben töltött, majd 1884-ben visszatért szülőhelyére, az év őszén vesebaj következtében elhunyt.
Reiseskizzen aus Nordostafrika (Jéna, 1855) munkája és számos cikke közreadása után egy sereg népszerű tudományos munkát írt, amelyeket igen élénk és érdekfeszítő előadás jellemez. Műveit összegyűjtve Stuttgartban adták ki 1890-ben Vom Nordpol zum Aequator cím alatt.

## Főbb művei

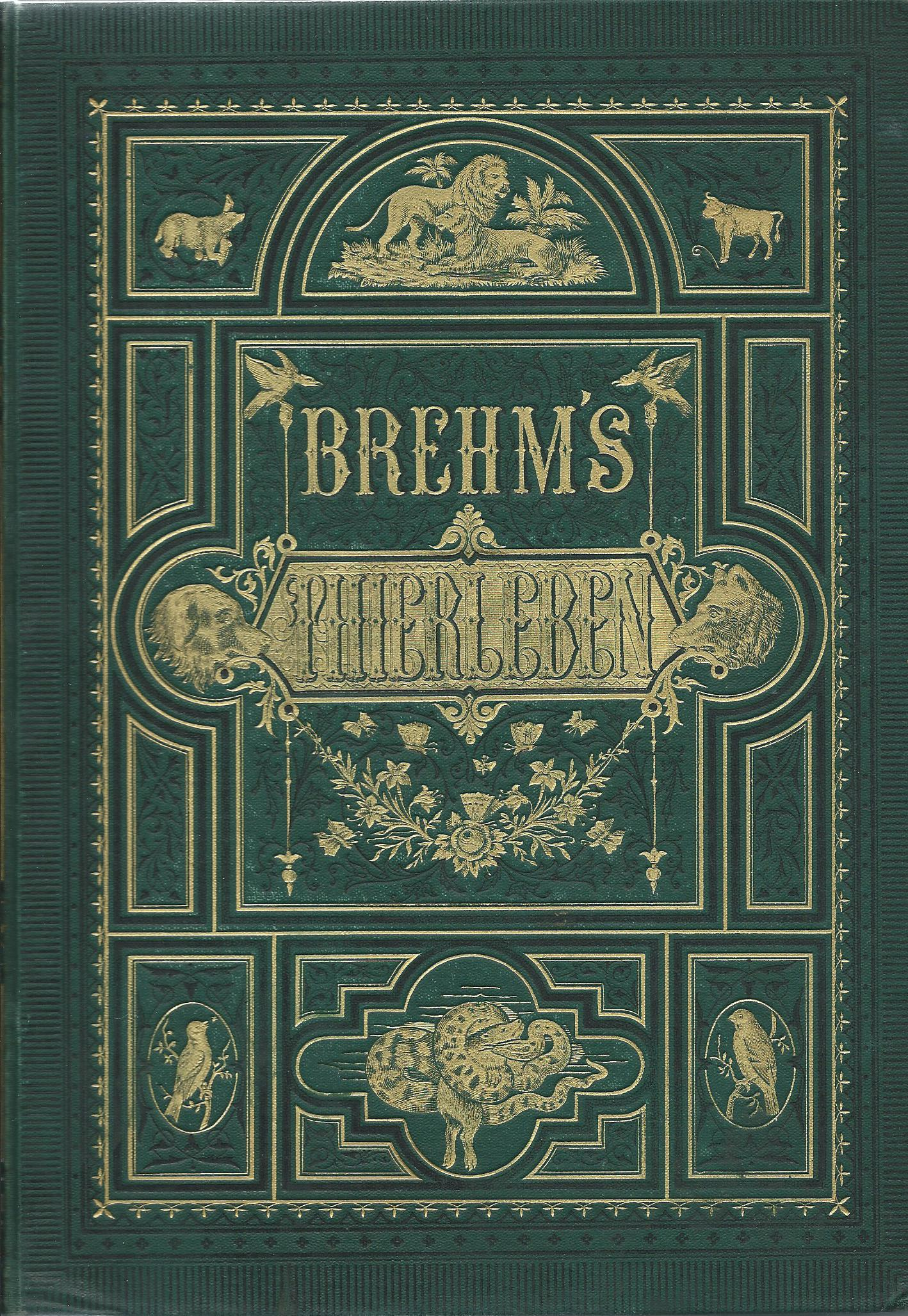
Brehm: Thierleben (Az állatok világa) című műve 1876-79-es német kiadásának borítója

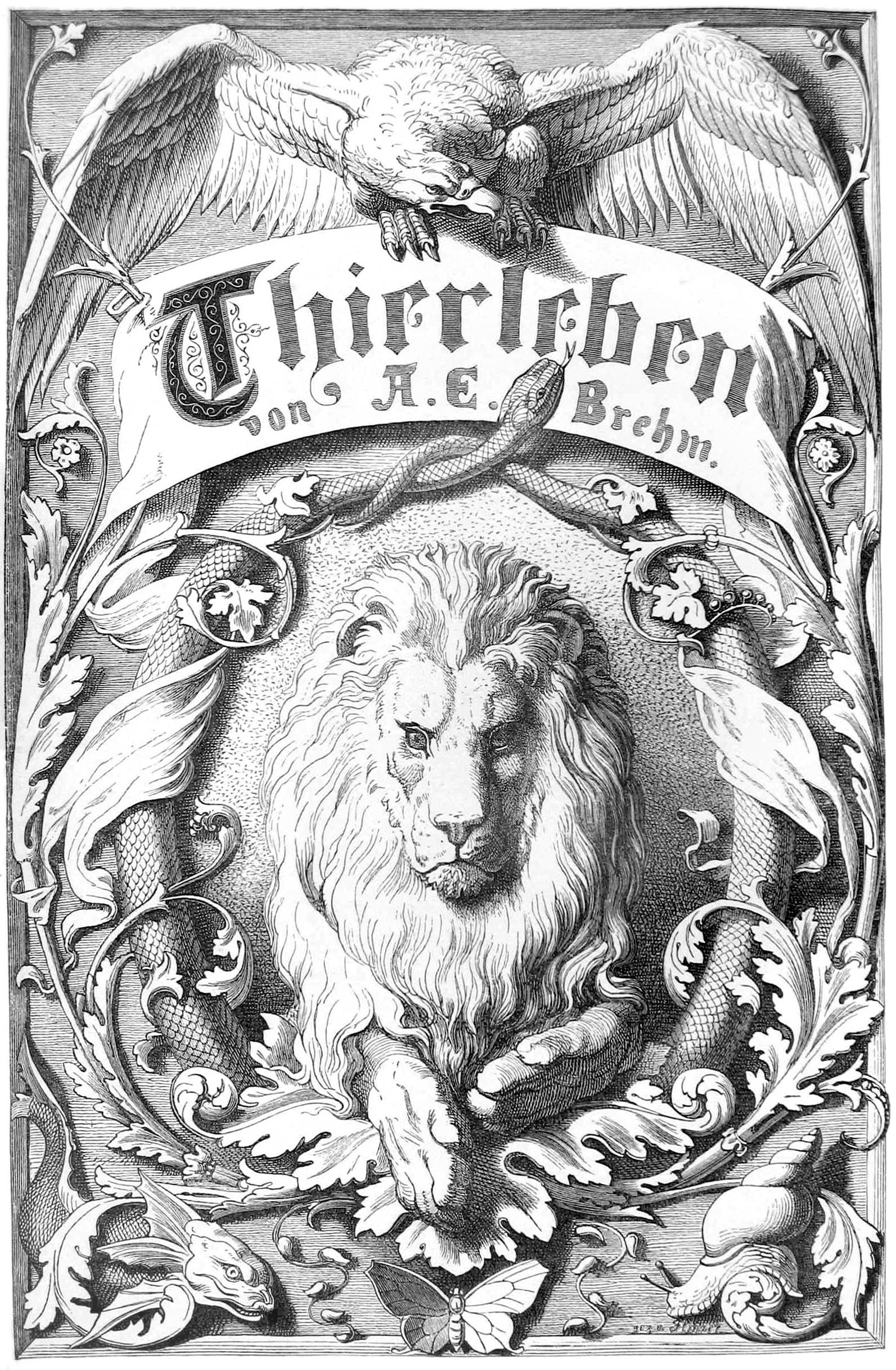
Brehm: Thierleben (Az állatok világa) című művének belső címlapja, illusztráció: Fedor Flinzer (1832–1911)

- Reiseskizzen aus Nordost-Afrika (1853)
- Reiseskizzen aus Nordamerika (1855)
- Das Leben der Vögel (Glogau, 1860-61)
- Ergebnisse einer Reise nach Habesch (Hamburg, 1863)
- Thierleben (magyarul: Az állatok világa, Hildburghausen, 1863-69)
- Die Thiere des Waldes (Rossmäslerrel együtt, Lipcse, 1863-66)
- Meine Stellung zum Zoologischen Garten Hamburg und meine Entlassung (Hamburg, 1866)
- Gefangene Vögel (Baldamussal és Bodinussal együtt, Lipcse, 1870-75)

## Magyarul
- Borúra derű. Elbeszélés az ifjúság számára / Alfred Brehm: Az afrikai őserdők életéről; németből átdolg. Schönberger Mór; Gross, Győr, 1881 (Gross magyar ifjúsági könyvtára)
- Paszlavszky József: Életképek az állatvilágból Brehm A. előadásai nyomán; Országos Középiskolai Tanáregyesület, Budapest, 1884 (Ifjúsági iratok tára)
- Az Északi-sarktól az Egyenlítőig. Népszerű előadások; ford. Geőcze Sarolta, Paszlavszky József; Természettudományi Társulat, Budapest, 1892 (Természettudományi Könyvkiadó Vállalat)
- Az állatok világa. Brehm Alfréd "Tierleben" című korszakos nagy művének magyarba átültetett, ismereteink mai színvonalához és a hazai viszonyokhoz alkalmazott kiadása, 1-10.; Légrády, Budapest, 1901–1907
  - 1. Emlősök. 1. köt. Főemlősök, denevérek, bőrszárnyúak, ragadozók; ismereteink mai színvonalához és a hazai viszonyokhoz alkalmazta Méhelÿ Lajos; 1901
  - 2. Emlősök. 2. köt. Ragadozók, rovarevők, rágcsálók, foghíjasok; ismereteink mai színvonalához és a hazai viszonyokhoz alkalmazta Méhely Lajos; 1902
  - 3. Emlősök. 3. köt. Patások, szirénák, cetek, erszényesek, csőrös emlősök; szerk. Méhely Lajos, Bálint Sándor; 1903
  - 4. Madarak. 1. köt. Varjúszerű madarak; ismereteink mai színvonalához és a hazai viszonyokhoz alkalmazta Chernel István; 1902
  - 5. Madarak. 2. köt. Varjúszerű madarak [folyt.], papagályszerű madarak, galambszerű madarak, tyúkszerű madarak, guvatszemű madarak, darúszerű madarak; szerk. Chernel István; 1903
  - 6. Madarak. 3. köt. Lileszerű madarak, úszószárnyúak, viharmadarak, vágómadarak, tüskésszárnyú madarak, nandúszerű madarak, szőrös madarak, struccszerű madarak; közrem. Chernel István; 1904
  - 7. Csúszómászók és kétéltűek; ismereteink mai színvonalához és a hazai viszonyokhoz alkalmazta Bálint Sándor; 1905
  - 8. Halak; szerk. Kohaut Rezső; 1905
  - 9. Rovarok, százlábúak és pókok; szerk. Lósy József; 1906
  - 10. Alsórendű gerinctelen állatok; szerk. Rátz István, ifj. Entz Géza; 1907
- Madarak; ismereteink mai színvonalához és a hazai viszonyokhoz alkalmazta Chernel István, 1-3.; Légrády, Budapest, 1902–1904
- Az állatok világa egy kötetben; átdolg. Rapaics Raymund; Légrády–Genius, Budapest, 1926 (hasonmás: 1996)
- Az állatok világa, 1-19.; bev. Klebelsberg Kunó; átdolg., az új felfedezésekkel és a magyar vonatkozásokkal kieg. új kiad.; Gutenberg, Budapest, 1929–1933
  - 1. Emlősök. Főemlősök, majmok; szerk. Éhik Gyula; 1929
  - 2. Emlősök. Majmok, félmajmok, párosujjú patások; szerk. Éhik Gyula; 1929
  - 3. Emlősök. Párosujjú patások, páratlanujjú patások, talponjáró emlősök, szirénák; szerk. Éhik Gyula; 1929
  - 4. Emlősök. Ormányos emlősök, cetek, ragadozó emlősök; szerk. Éhik Gyula; 1929
  - 5. Emlősök. Ragadozó emlősök, úszólábúak, rágcsálók; szerk. Éhik Gyula; 1929
  - 6. Emlősök. Rágcsálók; szerk. Éhik Gyula; 1929
  - 7. Emlősök. Újvilági foghíjasok, pikkelyesek, csövesfogúak, denevérek, rovarevők, erszényesek, csőrös emlősök; szerk. Éhik Gyula; 1929
  - 8. Madarak. Tarajos mellcsontúak, verébszerű madarak; szerk. Schenk Jakab; 1933
  - 9. Madarak. Veréb-szerű madarak, szalakóta-szerű, kakuk-szerű, lile-szerű madarak; szerk. Schenk Jakab; 1933
  - 10. Madarak. Daruszerű, tyúkszerű madarak; szerk. Schenk Jakab; 1933
  - 11. Hüllők; átdolg. Werner Ferenc, szerk. Soós Lajos; 1933
  - 12. Hüllők és kétéltűek; átdolg. Werner Ferenc, szerk. Soós Lajos; 1933
  - 13. Halak; átdolg. Franz Viktor, Steche Otto, szerk., átdolg. Leidenfrost Gyula; 1933
  - 14. Halak, kerekszájúak, fejetlenek és zsákállatok; átdolg. Franz Viktor, Steche Ottó, szerk., átdolg. Leidenfrost Gyula; 1933
  - 15. Ízeltlábúak. Rágócsápúak, ászkapókok, rovarok; szerk. Csiki Ernő; 1933
  - 16. Ízeltlábúak. Rovarok. Soklábúak, őslégcsövesek, medveállatok, féregatkák, rákok; szerk. Csiki Ernő; 1933
  - 17. Rákok és alsórendű állatok. Puhatestűek, tüskésbőrűek, mohaállatok, pörgekarúak; átdolg. Soós Lajos; 1933
  - 18. Alsórendű állatok. Férgek, tömlősök, szivacsok, véglények és a sejtekre tagoltak, sejtekre nemtagoltak általában; szerk. Gelei József; 1933
  - 19. Paul de Kruif: Bacillusok; ford. Detre László, magyar vonatkozásokkal kieg. Győry Tibor, Bálint Nagy István, bev. Entz Béla; 1933 után
- Az állatok világa, 1-2.; szerk. Éhik Gyula, előszó Klebelsberg Kuno; Natura, Budapest, 1938
- Az állatok világa, 1-4.; átdolg. Walter Rammner, ford. Ákos Károly; Biblioteca, Budapest, 1957
- Az Egyenlítőtől az Északi-fokig; vál., ford. S. Zala Zsuzsa; Gondolat, Budapest, 1965 (Világjárók. Klasszikus útleírások)
- Az Északi-sarktól az Egyenlítőig. Népszerű előadások; vál., bev., jegyz. Patkó Ferenc, ford. Geőcze Sarolta, Paszlavszky József; Kriterion, Bukarest, 1988 (Téka)
- Az állatok világa. Egy kötetben. Kis Brehm; átdolg. Rapaics Raymund; ÁKV-Maecenas, Budapest, 1989 (ÁKV-Maecenas reprint-sorozat)
- Ragadozók; Brehm Alfréd alapján, szerk. Balázs Gyula, Csiffáry Tamás; Titán Computer, Budapest, 2005
- Az állatok világa. Kis Brehm, 1-4.; átdolg. Rapaics Raymund; Pallas, Gyöngyös, 2007